# Vanilla ramificans
Vanilla ramificans är en orkidéart som beskrevs av Johannes Jacobus Smith. Vanilla ramificans ingår i släktet Vanilla och familjen orkidéer. Inga underarter finns listade i Catalogue of Life.